# Out on the Streets
Out on the Streets – pierwszy oficjalny album koncertowy brytyjskiego zespołu ska The Selecter. Nagrany został w The Tic Toc 21 grudnia 1992 roku dla wytwórni Receiver Records Limited. Na rynku ukazał się w lutym tego samego roku. Producentem płyty był Roger Lomas.
Album został nagrany po reaktywacji zespołu w 1991 roku z nowymi muzykami w składzie: Martinem Stewartem (klawisze), Nickym Welshem (gitara basowa) – obaj wcześniej w Bad Manners oraz Perrym Meliusem (perkusja).

## Lista utworów
1. „Missing Words” 4:09 (N.Davies)
2. „Street Feeling” 2:57 (N.Davies)
3. „James Bond” 2:42 (M. Norman)
4. „Everyday (Time Hard)” 2:57 (Agard/Robinson/Crooks)
5. „Carry Go Bring Come” 3:32 (J. Hinds)
6. „My Sweet Collie” 4:07 (J.Roberts/R.Spencer)
7. „Celebrate the Bullet” 3:48 (N.Davies)
8. „Train to Skaville” 4:30 (Dillon)
9. „Three Minute Hero” 2:54 (N.Davies)
10. „Out on the Streets Again” 3:42 (N.Davies)
11. „The Selecter” 4:27 (Bradbury/N.Davies)
12. „Too Much Pressure” 4:44 (N.Davies)
13. „On My Radio” 3:43 (N.Davies)

## Twórcy
- Pauline Black – wokal
- Arthur ‘Gaps’ Hendrickson – wokal
- Neol Davies – gitara
- Perry Melius – perkusja
- Nicky Welsh – gitara basowa
- Martin Stewart – instrumenty klawiszowe